# MangaDex
MangaDex es un sitio web sin ánimo de lucro que almacena traducciones de manga, manhwa y manhua. El contenido principalmente suele ser no oficial, y está subido por grupos de scanlation, pero en el sitio web también se pueden encontrar enlaces externos hacia servicios oficiales como pueden ser Manga Plus y Bilibili Comics. MangaDex fue iniciado en 2018 por el desarrollador Hologfx y se financió inicialmente a través de donaciones de usuarios, además de enlaces de afiliado en ciertos momentos, pero recientemente se ha activado una nueva forma de apoyo a través de su página oficial en NamiComi. La página web está bloqueada en algunos países del mundo, incluidos Italia y Rusia.

## Contenido
MangaDex alberga principalmente traducciones de fans no oficiales (scanlations) de manga, manhwa y manhua  subidas por los usuarios, y el contenido del sitio web a menudo está sujeto a eliminaciones por derechos de autor. Sin embargo, también están disponibles enlaces salientes a capítulos de servicios oficiales como Manga Plus y Bilibili Comics. MangaDex proporciona un filtrado de búsqueda avanzada para series basado en datos demográficos (ej. Shōjo, Shōnen), temas, géneros, formato y el estado de publicación, y además permite a los usuarios organizar títulos en sus propias bibliotecas personalizadas. También hay un foro alojado en el propio sitio web. A lo largo del tiempo, la financiación para el alojamiento de los servidores del sitio web se ha proporcionado a través de donaciones de los usuarios, habiendo usado también programas de afiliados durante un tiempo, pero recientemente se ha activado una nueva forma de apoyo a través de su página oficial en NamiComi. La página web está dirigida íntegramente por voluntarios no remunerados. La interfaz del sitio web está disponible en inglés, español, francés y portugués brasileño, y los capítulos también están disponibles en otros idiomas.

## Historia
MangaDex fue creado por el desarrollador Hologfx en enero de 2018 como parte del "Proyecto AniDex". En foro oficial para el sitio web fue hecho público en marzo.

### Citación DMCA
El 20 de diciembre de 2019, el abogado Evan Stone solicitó una citación en nombre de VIZ Media contra Cloudflare para que este revelara información de identificación sobre el operador de MangaDex. Stone alegó que el sitio web infringía los derechos de autor de Viz Media mediante el alojamiento del manga Boruto: Naruto Next Generations. La citación fue presentada a través del Tribunal de Distrito de los Estados Unidos para el Distrito Norte de Texas. El 1 de enero de 2020, MangaDex anunció en Twitter que habían cerrado el sitio temporalmente y que trasladarían su contenido a un nuevo servicio de alojamiento web. Esperaban estar sin servicio durante aproximadamente 72 horas. Escribiendo para Everyeye.it, Amedeo Sebastiano especuló que la intención de Viz Media, al ser propiedad de Shueisha, podría haber sido la de eliminar posible competencia de su nueva plataforma Manga Plus.Shueisha solicitó previamente una citación para el sitio web de alojamiento de manga Mangastream en marzo, y demandó a otro sitio web, Hoshinoromi, en septiembre del mismo año.
El sitio web volvería a funcionar el 5 de enero bajo otro servicio de alojamiento diferente con un dominio temporal de nivel superior distinto, .cc; anteriormente utilizaban .org. La citación DMCA supuestamente fue causada por un usuario que subió versiones en color de las traducciones oficiales al inglés de Boruto, lo cual estaba terminantemente prohibido en el sitio web. Debido a cuestiones legales, el nuevo anfitrión no aceptaría donaciones para el sitio, lo que dejaba el tema de la financiación del sitio como un problema. Los capítulos problemáticos fueron eliminados y el sitio web pidió a los usuarios que no subieran versiones oficiales de capítulos. También instaron a los usuarios a denunciar cualquier infracción relacionada con esto.

### Problemas de ancho de banda de 2020 y MangaDex@Home
En 2020, MangaDex comenzó a experimentar problemas de ancho de banda debido al aumento del tráfico durante los confinamientos por COVID-19, también agravado parcialmente por el cierre del sitio web de manga pirata MangaRock. Ambos eventos provocaron aumentos de aproximadamente un 15% en el tráfico total. También se informó a los operadores del sitio web que uno de sus proveedores dejaría de alojar parte de las imágenes en caché en sus servidores. En consecuencia, describieron "tiempos de carga lamentables para capítulos antiguos" y anunciaron en junio que lanzarían la iniciativa MangaDex@Home, un proyecto de computación distribuida de código abierto, peer to peer, que permitiría a los usuarios ofrecer voluntariamente sus ordenadores o servidores para alojar imágenes almacenadas en caché, tratando así de aliviar los altos costes de ancho de banda. Describieron que la participación de los usuarios fue "mayor de lo que [ellos] podrían haber imaginado", y todos los visitantes del sitio web estaban configurados para recibir imágenes de otros usuarios a través de MangaDex@Home en lugar de los propios servidores de MangaDex. Alfonso Maruccia, escritor de PC Professionale, describió los requisitos para alojar el servicio como un tanto estrictos, ya que estos pedían que los usuarios tuvieran al menos 80 megabytes por segundo de velocidad de subida y bajada, 40 gigabytes de espacio de almacenamiento dedicado y mantenimiento las 24 horas al día, 7 días a la semana. En agosto, MangaDex informó que sus servidores se encontraban bajo gran carga debido a una gran oleada de nuevos registros ocasionados por el cierre de los sitios web KissAnime y KissManga.

### Brecha de datos y reescritura de la base de código
El 17 de marzo de 2021, los operadores de MangaDex avisaron que un pirata informático se hizo con el acceso a la cuenta de un administrador por medio de un identificador de sesión procedente de una antigua filtración de la base de datos. Los desarrolladores descubrieron las vulnerabilidades que causaron este suceso, pero tres días más tarde, el hacker logró acceder a la cuenta de otro administrador. También afirmaron haber obtenido acceso a los datos de los usuarios y enviaron un aviso de rescate a los desarrolladores por 10.000 dólares en bitcoin. Dos horas más tarde, publicaron una filtración del código fuente en GitHub, donde afirmaron que todavía existía una vulnerabilidad en el sitio web a pesar de los parches realizados por los desarrolladores. Los operadores del sitio no tenían prueba alguna de que se hubiera producido una filtración de datos, pero aun así asumieron por motivos de seguridad que había ocurrido y cerraron temporalmente el sitio web, además de pedir a los usuarios un restablecimiento de sus contraseñas. A finales de ese mes, la filtración del código fuente del hacker se eliminó de GitHub tras un aviso de eliminación de MangaDex. Tras el ataque, MangaDex anunció la creación de un programa de recompensas por errores para de esa forma mejorar aún más la seguridad.
A mediados de abril, MangaDex confirmó que identificaron una brecha de datos que contenía las direcciones de correo electrónico, direcciones IP y hash de contraseñas de sus usuarios. En consecuencia, trabajaron con el sitio web de seguridad Have I Been Pwned? para informar a los usuarios sobre la infracción y animó a las personas a proceder a un cambio de sus contraseñas. En ese momento, la filtración estuvo circulando de forma privada en Internet, pero no de manera generalizada según Troy Hunt, operador de Have I Been Pwned?.
Tras el hack, los desarrolladores declararon que reescribirían totalmente el código base del sitio web para obtener una versión v5 mucho más segura, lo que estimaron que les tomaría entre una y tres semanas. También afirmaron que era difícil dar una estimación exacta del tiempo total de inactividad debido a que el sitio web estaba dirigido por voluntarios. La API de la versión v5 se lanzó en versión beta cerrada el día 12 de abril, con un lanzamiento público el 11 de mayo.El 6 de junio del mismo año, la interfaz renovada se lanzó en acceso anticipado.

### Bloqueos
En junio de 2021, varios usuarios que tenían Internet contratado con el Proveedor de servicios de internet (ISP) Verizon comenzaron a advertir que no podían acceder a MangaDex y varios otros sitios web alojados por DDoS-Guard. Según Ernesto von der Sar, periodista de TorrentFreak, el bloqueo pudo no haber sido intencionado, sino más bien un daño colateral de Verizon al bloquear direcciones IP similares a las de MangaDex. En noviembre, los desarrolladores de MangaDex consiguieron crear una solución para así permitir a los clientes de Verizon entrar a la plataforma, pero no podían estar seguros de si dicha solución funcionaría de manera permanente. Sugirieron que los usuarios debían "considerar pasar a un ISP que no censure su acceso a Internet". No proporcionaron una explicación concreta de la solución. De manera similar, algunos ISP indonesios propiedad de Telkom Indonesia, incluidos IndiHome y Telkomsel, trataron de bloquear el acceso a la página web en noviembre de 2021. Un administrador de MangaDex confirmó en el servidor oficial de Discord que Telkom los estaba tratando de extorsionar por dinero, alegando que los clientes de Telkom no podrían acceder al sitio web a menos que MangaDex les pagara.
El 23 de diciembre de 2021, la agencia gubernamental italiana Autorità per le Garanzie nelle Comunicazioni impidió que MangaDex operara en Italia tras una denuncia por parte de la Asociación de Editores Italianos. Esto también afectó a muchas otras páginas web que alojaban manga. En agosto de 2022, los usuarios rusos también perdieron el acceso total al sitio web.